# Tempio di Bellona (Ostia)
Il tempio di Bellona (IV,I,4) è un sacello dedicato alla dea italica Bellona che si trovava nella regio IV della città romana di Ostia.

## Descrizione
Il sacello si trova in un'area posta nell’angolo tra il Cardine massimo e le mura in un’area periferica della città, adibita ai culti orientali; in quest'area si trovano anche il Santuario di Attis (IV,I,3), il tempio della Magna Mater (IV,I,1) è due sacelli ( (IV,I,7) e (IV,I,7) ), di incerta attribuzione.
Di fronte al tempio si trova uno spazio aperto con un portico in mattoni sul lato nord-est; questo spazio poteva essere raggiunto dalla strada tramite una scalinata. Il tempio, costruito nel tardo periodo adrianeo in opus mixtum e latericium, è piuttosto piccolo (7,00 x 5,75). Di fronte all'ingresso, sulla destra, c'è un pozzo. Tre gradini conducono al pronao, con due colonne in mattoni all'ingresso; sul pavimento c'è un mosaico bianco e nero, e all'ingresso della cella c'è una soglia in marmo con fori per i perni.

## Iscrizioni
Sui gradini del tempio è stata trova l'iscrizione dedicatoria:
```
in
 
latino
 
 A(ulus) LIVIVS PROCVLVS P(ublius) LVCILIVS / GAMALA F(ilius) IIVIR(i) PRAEF(ecti) CAESAR(is) / LOCVM QVOD AEDES BELLONAE FIERET / IMPENSA LICTORVM ET SERVORUM PVBLICORVM / QVI IN CORPORE SVNT ADSIGNAVERVNT D(ecreto) D(ecurionum) / CVR(antibus) / M(arco) NAEVIO FRVCTO ET M(arco) [---]
, "Aulo Livio Proculo, Publio Lucilio Gamala, figlio, sindaci e prefetti di Cesare, il sito destinato al tempio di Bellona, a spese dei littori e degli schiavi pubblici che sono nella corporazione, assegnati per decreto dei decurioni, sotto la cura di Marco Nevio Frutto e Marco"
```

Sul retro della prima iscrizione, se ne trova una seconda:
```
in
 
latino
 
 NVMINI BELLONAE SACR(um) / DEC(reto) DEC(urionum) PVBLICE LOCO ADSIGNAT(o) / LICTORES VIATOR(es) ET HONORE VSI ET / 
```

LIBERTI COLON(iae) ET SER(vi) PVBLICI CORPOR(ati) / OPERE AMPLIATO / SVA PECVNIA RESTITVERVNT, "Dedicato alla divina maestà di Bellona.
Il luogo, assegnato pubblicamente per decreto dei decurioni,dei littori, dei convocatori e di coloro che svolgevano l'ufficio e dei liberti della colonia e degli schiavi pubblici della corporazione, con un lavoro ampliato, restaurato a proprie spese."